# Alessandro Fedeli
Alessandro Fedeli, né le 2 mars 1996 à Negrar, est un coureur cycliste italien, professionnel de 2016 à 2023.

## Biographie
Alessandro Fedeli commence le cyclisme à l'âge de 7 ans. Il s'impose dès sa première course.
En 2020, il gagne la dernière étape du Tour du Limousin-Nouvelle-Aquitaine devant Rui Costa et Joël Suter. Il se classe également cinquième de la Bretagne Classic remportée par l'Australien Michael Matthews.
Après la dissolution de l'équipe Delko fin 2021, il signe au sein de l'UCI ProTeam Gazprom-RusVelo pour la saison 2022. Mais celle-ci perd sa licence UCI au mois de mars en raison de l'invasion de l'Ukraine par la Russie en 2022. Après être resté un moment sans équipe, il rejoint en juin la formation EOLO-Kometa qu'il quitte après seulement 6 mois pour rejoindre Q36.5 Pro Cycling Team. La même année, il démarre le projet d'une boutique spécialisée dans le bikefitting, l'entraînement sportif et les massages sportifs.
Il arrête sa carrière de coureur professionnel à la fin de l'année 2023.

## Palmarès

### Palmarès amateur
- 2014
  - Gran Premio Sportivi di Sovilla
- 2016
  - Cirié-Pian della Mussa
  - 2e de la Coppa Messapica
- 2017
  - 4e étape du Tour de la Vallée d'Aoste
  - Grand Prix de la ville de Vinci
  - 2e du Trofeo Cav. Uff Magni 

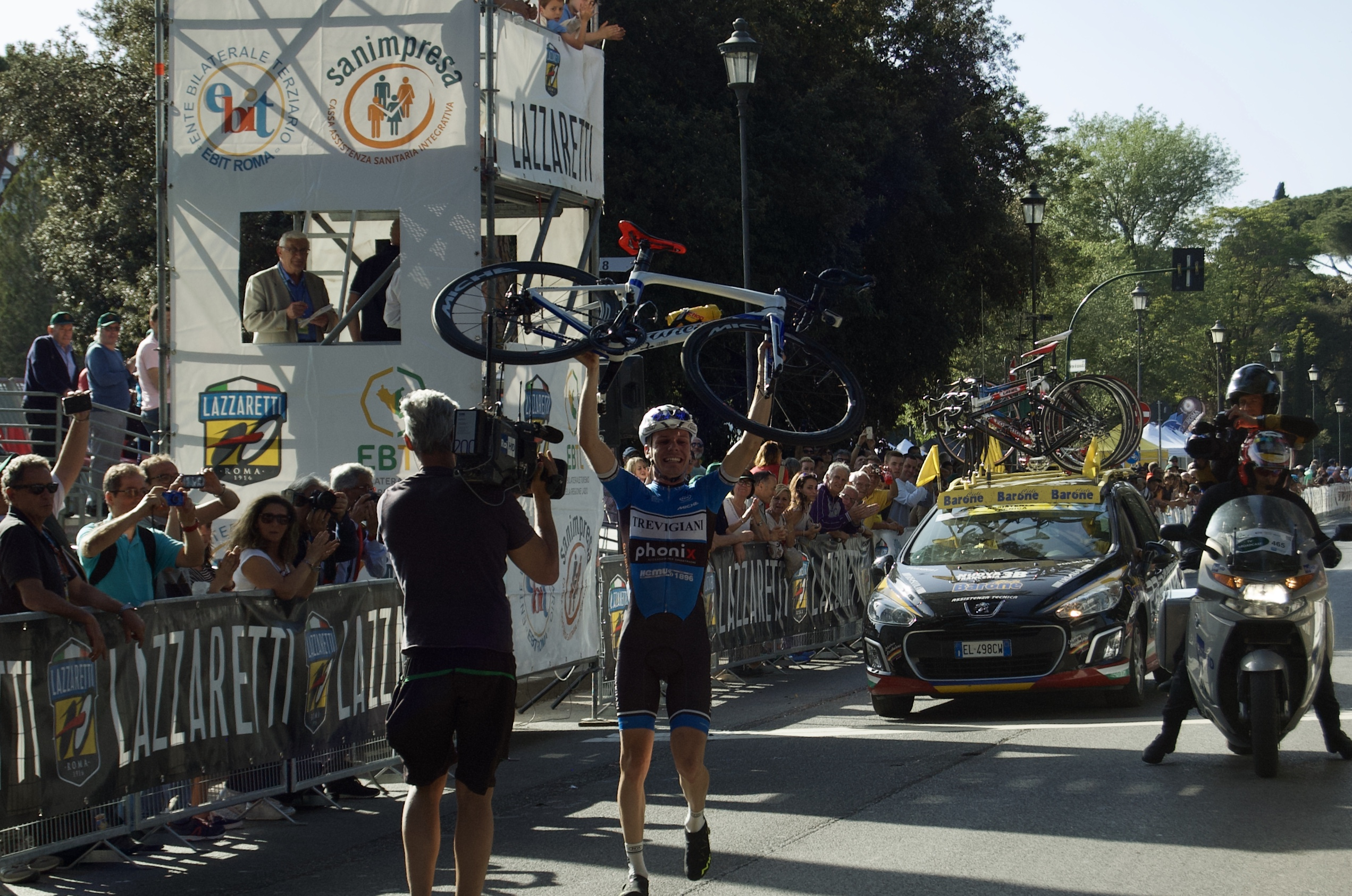
Alessandro Fedeli brandissant son vélo à l'arrivée du Gran Premio della Liberazione 2018.

  - 2e du Trophée de la ville de Conegliano
  - 3e du Gran Premio Chianti Colline d'Elsa
- 2018
  - Trophée Edil C
  - Gran Premio della Liberazione
  - 3e étape du Tour de la Vallée d'Aoste

### Palmarès professionnel
- 2019
  - 1re étape du Tour du Rwanda
  - 6e étape du Tour de Croatie
- 2020
  - 4e étape du Tour du Limousin-Nouvelle-Aquitaine
  - 5e de la Bretagne Classic
- 2022
  - 2e du Tour d'Antalya
  - 2e du Grand Prix de l'industrie et de l'artisanat de Larciano
- 2023
  - 3e d'Eschborn-Francfort

## Classements mondiaux
| Année                                 | 2015 | 2016  | 2017  | 2018 | 2019  | 2020 | 2021  | 2022 | 2023 |
| ------------------------------------- | ---- | ----- | ----- | ---- | ----- | ---- | ----- | ---- | ---- |
| Classement mondial                    |      | 1787e | 1958e | 800e | 1059e | 172e | 1151e | 237e | 276e |
| UCI Europe Tour                       | 869e | 1183e | 1247e | 504e | 757e  | 142e | 852e  | 194e | nc   |
| UCI Asia Tour                         | nc   | nc    | nc    | 762e |       |      |       |      |      |
|                                       |      |       |       |      |       |      |       |      |      |
| Légende : nc = non classéSource : UCI |      |       |       |      |       |      |       |      |      |